# 劉錫五 (介休)
劉錫五（1758年—1816年），字受茲，號澄齋，山西省介休縣人，乾隆四十六年辛丑科進士，翰林院庶吉士、編修、檢討，武昌知府，內閣侍讀，著有《隨俟書屋詩集》。